# Liste der Personen- und Güterbahnhöfe in Namibia
Dies ist eine Liste der Personen- und Güterbahnhöfe in Namibia. Bei den meisten Bahnhöfen handelt es sich um Haltepunkte. Viele historisch genutzte Bahnhöfe und Haltepunkte haben heutzutage keinerlei Bedeutung mehr.

## Aktive Bahnhöfe und Haltepunkte
| Name                 | Foto                            | Ort          | Strecke                                                 | Anmerkung |
| -------------------- | ------------------------------- | ------------ | ------------------------------------------------------- | --------- |
| Bahnhof Arandis      |                                 | Arandis      | Kranzberg–Walvis Bay                                    |           |
| Ariamsvlei           |                                 | Ariamsvlei   | Windhoek–Nakop                                          |           |
| Aus                  |                                 | Aus          | Lüderitz–Seeheim                                        |           |
| Bahnhof Gobabis      | Bahnhof Gobabis                 | Gobabis      | Windhoek–Gobabis                                        |           |
| Bahnhof Grootfontein |                                 | Grootfontein | Otavi–Grootfontein                                      |           |
| Bahnhof Karasburg    |                                 | Karasburg    | Windhoek–Nakop                                          |           |
| Bahnhof Keetmanshoop |                                 | Keetmanshoop | Windhoek–Nakop                                          |           |
| Bahnhof Kranzberg    | Bahnhof Kranzberg               | bei Karibib  | Kranzberg–Otavi Kranzberg–Walvis Bay Windhoek–Kranzberg |           |
| Bahnhof Lüderitz     | Bahnhof Lüderitz                | Lüderitz     | Lüderitz–Seeheim                                        |           |
| Bahnhof Mariental    |                                 | Mariental    | Windhoek–Nakop                                          |           |
| Bahnhof Okahandja    | Bahnhof Okahandja               | Okahandja    | Windhoek–Kranzberg                                      |           |
| Bahnhof Omaruru      |                                 | Omaruru      | Kranzberg–Otavi                                         |           |
| Bahnhof Ondangwa     |                                 | Ondangwa     | Tsumeb–Oshikango                                        |           |
| Bahnhof Oshakati     |                                 | Oshakati     | Tsumeb–Oshikango                                        |           |
| Bahnhof Oshikango    |                                 | Oshikango    | Tsumeb–Oshikango                                        |           |
| Bahnhof Otavi        |                                 | Otavi        | Otavi–Grootfontein Otavi–Tsumeb Kranzberg–Otavi         |           |
| Bahnhof Otjiwarongo  |                                 | Otjiwarongo  | Kranzberg–Otavi                                         |           |
| Bahnhof Rehoboth     | Rehoboth Bahnhof                | Rehoboth     | Windhoek–Nakop                                          |           |
| Seeheim              |                                 | Seeheim      | Lüderitz–Seeheim                                        |           |
| Bahnhof Swakopmund   | Historischer Bahnhof Swakopmund | Swakopmund   | Kranzberg–Walvis Bay                                    |           |
| Bahnhof Tsumeb       |                                 | Tsumeb       | Tsumeb–Oshikango Otavi–Tsumeb                           |           |
| Bahnhof Walvis Bay   |                                 | Walvis Bay   | Kranzberg–Walvis Bay                                    |           |
| Bahnhof Windhoek     | Bahnhof Windhoek                | Windhoek     | Windhoek–Nakop Windhoek–Kranzberg Windhoek–Gobabis      |           |

## Nicht mehr aktiv (Auswahl)
- Asab
- Gibeon
- Grünau
- Karibib
- Kuiseb
- Outjo
- Usakos
- Tses

## Galerie

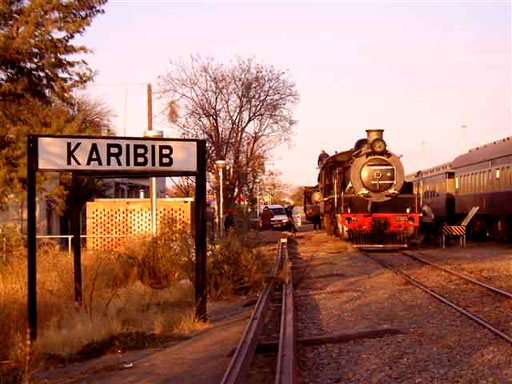
Haltepunkt Karibib
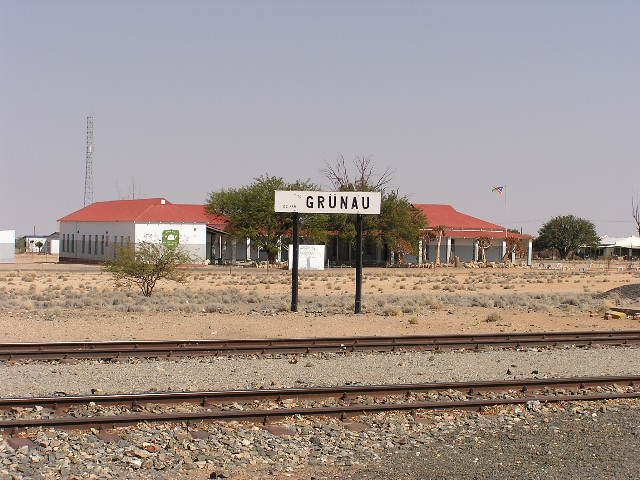
Haltepunkt Grünau
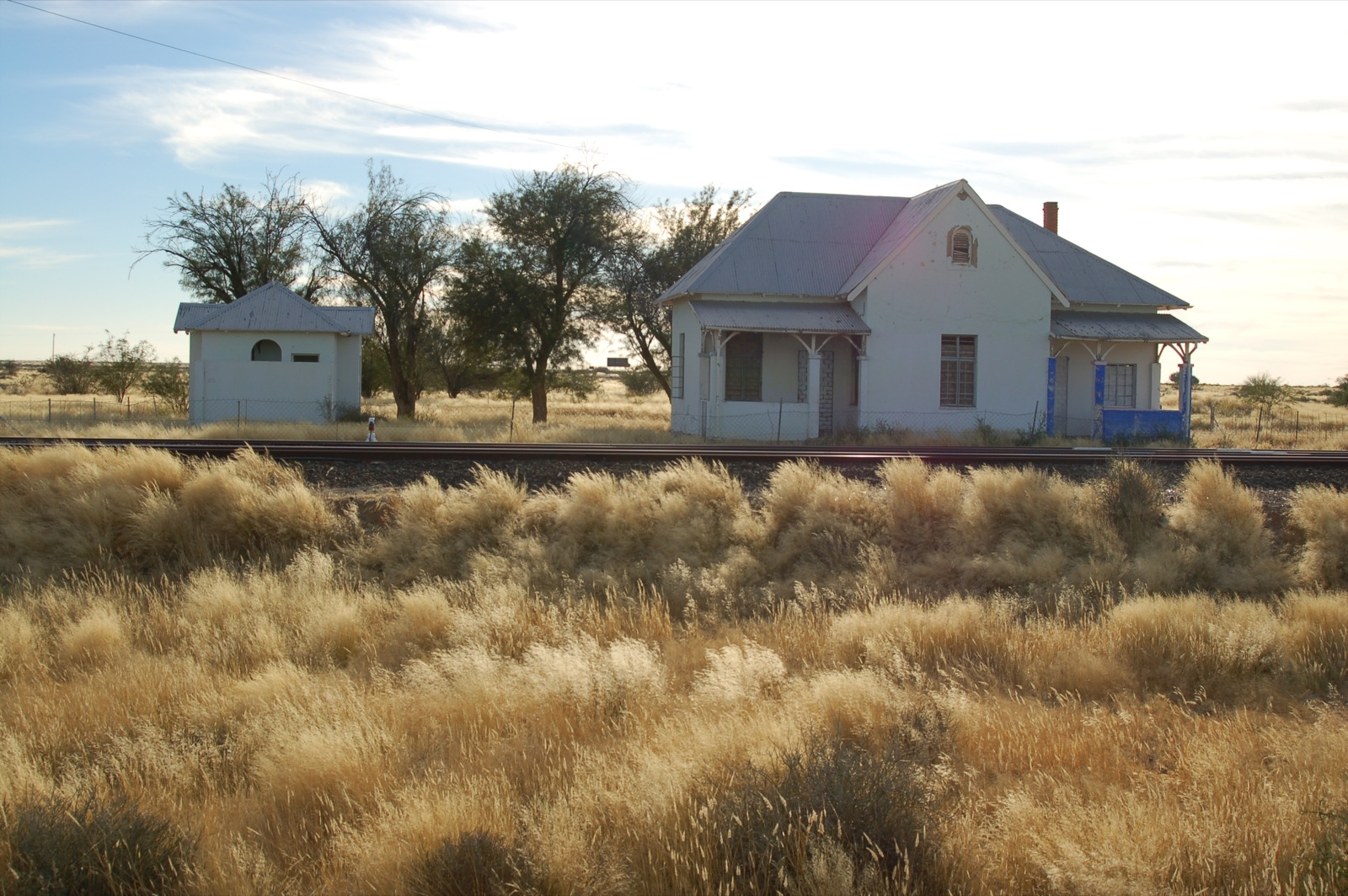
Bahnhof Gibeon (2009)
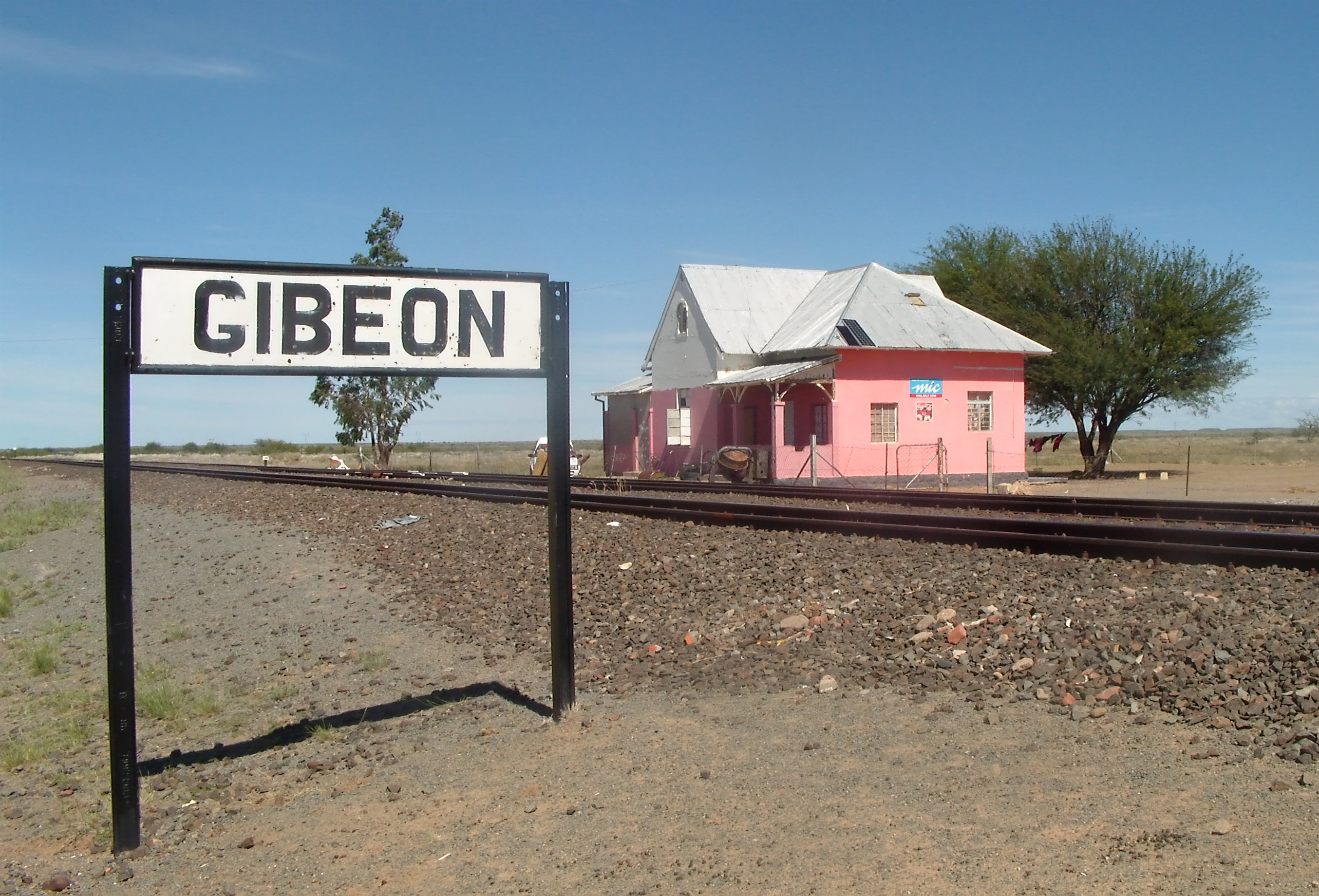
Bahnhof Gibeon (2014)
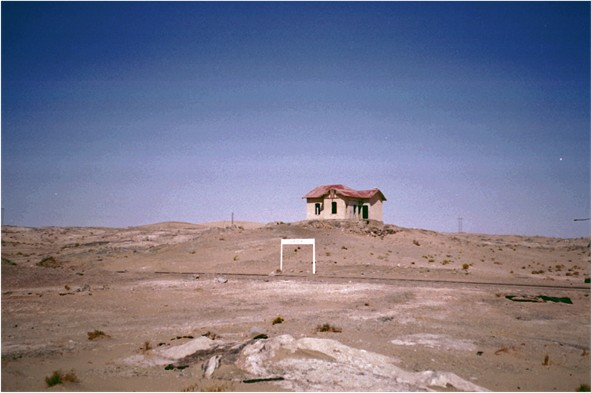
Bahnhof Grasplatz
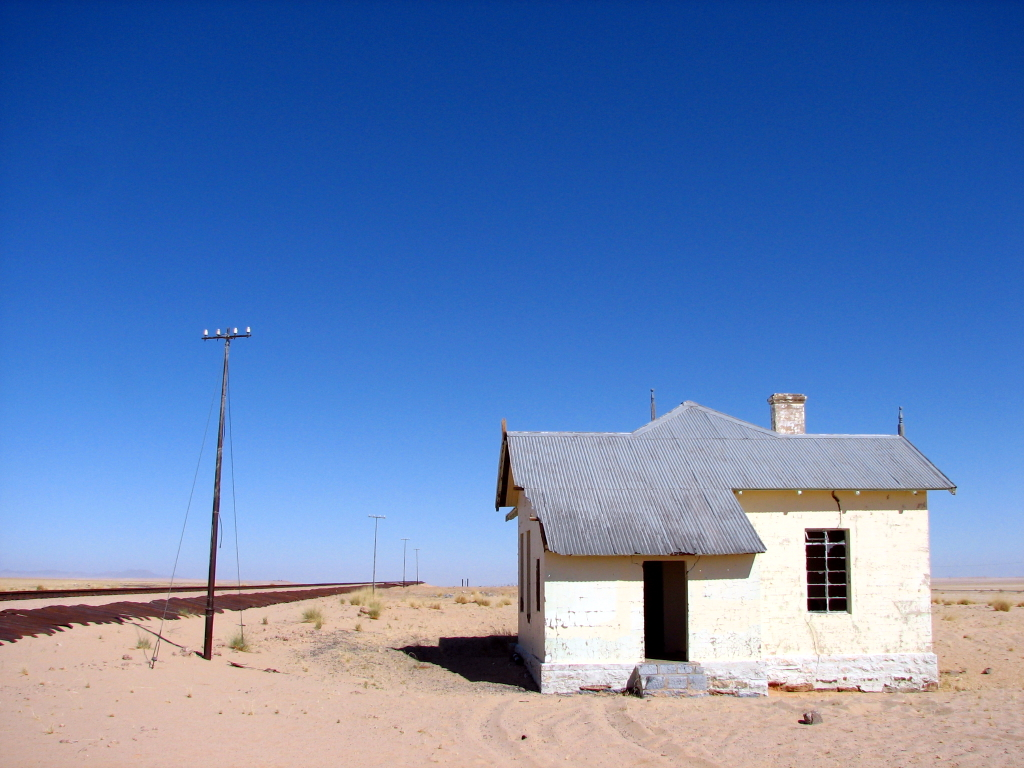
Bahnhof Garub
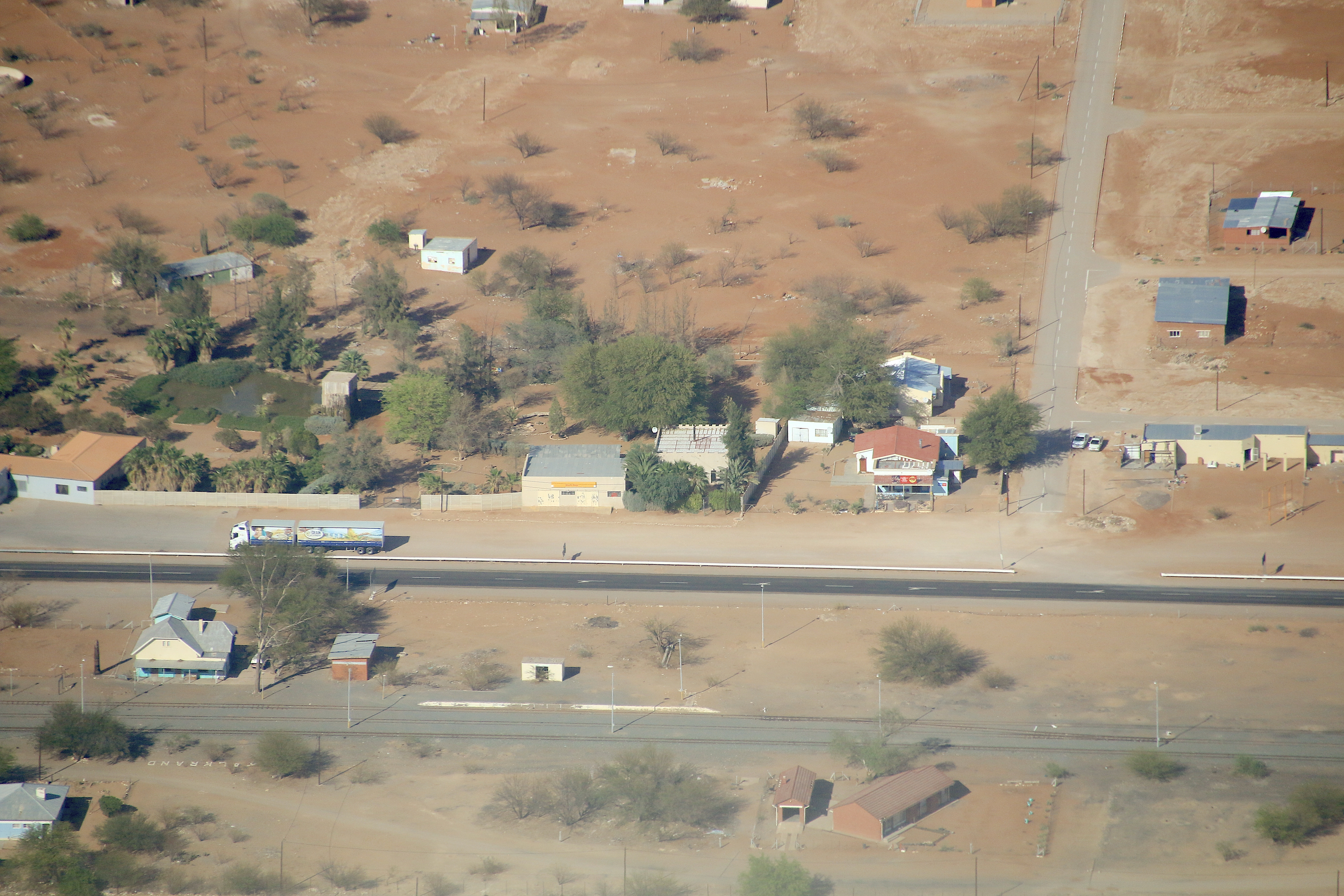
Haltepunkt Kalkrand

### Historische Aufnahmen

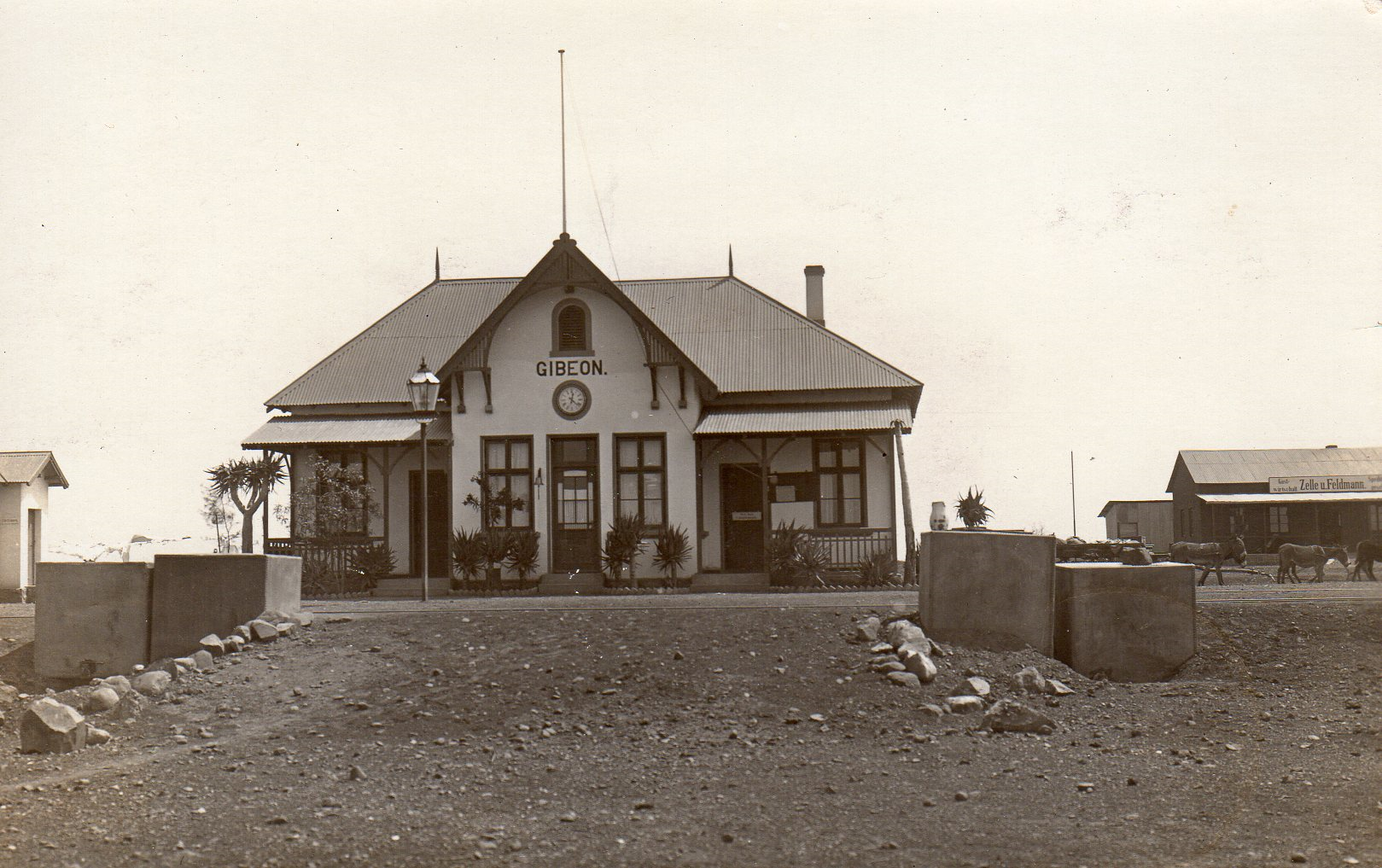
Bahnhof Gibeon (um 1920)
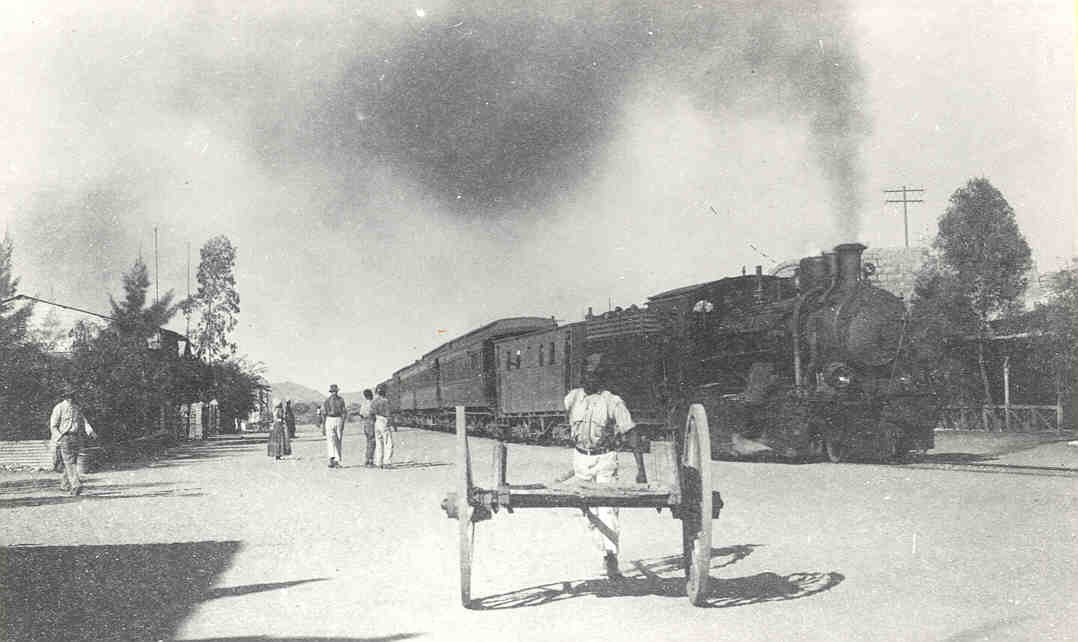
Bahnhof Karibib (1920)
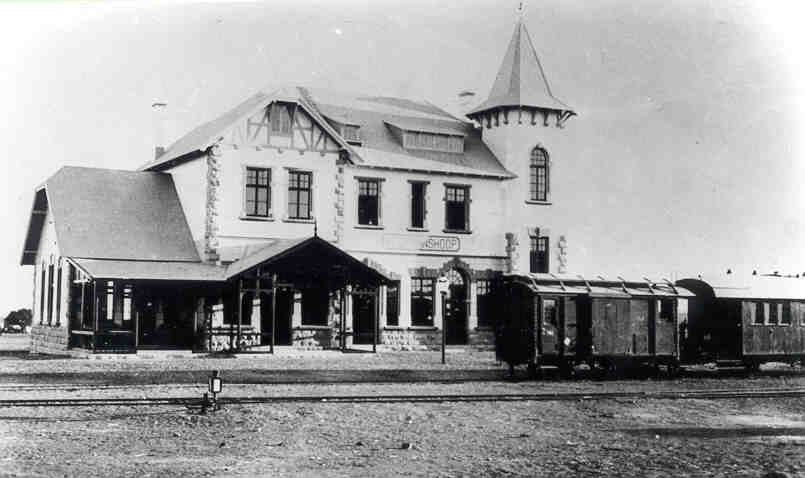
Bahnhof Keetmanshoop (1903)
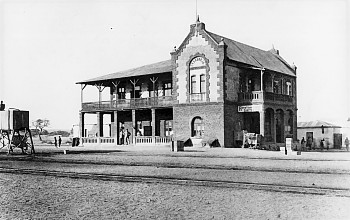
Bahnhof Okahandja (1903)
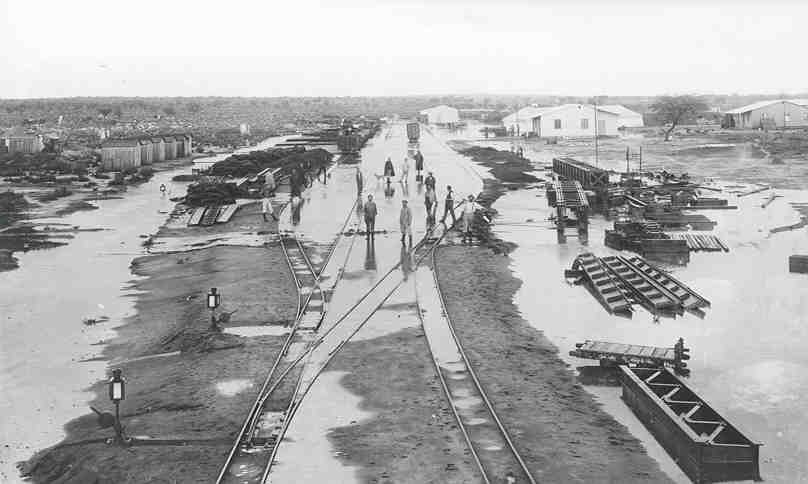
Bahnhof Omaruru (1906)